# Ghiacciaio Leonardo
Il ghiacciaio Leonardo (in inglese Leonardo Glacier) (64°42′S 61°58′W) è un ghiacciaio situato sulla costa di Danco, nella parte occidentale della Terra di Graham, in Antartide. Il ghiacciaio, il cui punto più alto si trova 623 m s.l.m., fluisce verso nord-ovest a partire dal versante nord-occidentale dell'altopiano di Foster e scorre fino a entrare nella baia di Wilhelmina, tra punta Sadler e punta Café.

## Storia
Il ghiacciaio Leonardo è stato mappato dalla spedizione belga in Antartide del 1897-99, comandata da Adrien de Gerlache, ed è stato così battezzato nel 1960 dal Comitato britannico per i toponimi antartici in onore di Leonardo da Vinci, artista, inventore, architetto e primo ingegnere aeronautico della storia.